# چروده
چروده، روستایی  در دهستان ارده  از توابع بخش پره‌سر شهرستان رضوانشهر در استان گیلان ایران است.

## جمعیت
این روستا در دهستان ییلاقی ارده قرار دارد و براساس سرشماری مرکز آمار ایران در سال ۱۳۸۵، جمعیت آن 226 نفر (51خانوار) بوده‌است.

## زبان
زبان رایج در این روستا، تالشی با گویش طالشدولابی میباشد.

## مذهب
مردم روستای چروده اهل سنت از فرقه شافعی هستند .

## تاریخچه
قدیمی ترین شواهد مربوط به تمدن در این منطقه به دوره قبل از اسلام برمیگردد .